# Cửu Sơn Tú Liên
Cửu Sơn Tú Liên (ko. 구산수련 Gusan Suryeon/ Kusan sunim, zh. 九山秀蓮, 1909-1983) là Thiền sư Hàn Quốc thuộc Tào Khê tông. Sư có công trong việc đào tạo tăng sĩ tại Tổ đình Tùng Quảng Tự và truyền bá Thiền phái Tào Khê sang phương tây, sáng lập các trung tâm Thiền quốc tế. Từ sư đào tạo được 50 đệ tử hoằng pháp tại Hàn Quốc và truyền bá Thiền tông Đại Hàn ra khắp thế giới.

## Tiểu sử
Sư sinh ngày 17 tháng 12 năm 1909 tại một ngôi làng nhỏ ở núi Trí Di Sơn (Jirisan), Namwon, tỉnh Jeollabuk-do. Vào năm 14 tuổi, sau cái chết đột ngột của cha mình, sư tiếp quản cửa hàng cắt tóc của cha và trải qua những năm tháng tuổi trẻ trong nỗi thống khổ. Vào năm 25 tuổi, sư mắc một căn bệnh không rõ nguyên nhân và rất đau đớn, khi nghe một người Phật tử tu khổ hạnh đi hành hương nói rằng: "Thân này là sự phản ánh của tâm. Bản thể chân tâm của mỗi người vốn thanh tịnh, vậy cái bệnh này có thể bén rễ ở đâu?". Câu nói này đã có tác động rất lớn đến tâm trí sư và khơi dậy hạt giống Bồ Đề. Vào lúc đó, sư quyết định đến chùa Yeongwonsa trên núi Jirisan và thực hành tụng niệm, lễ bái bồ tát Quán Thế Âm trong 100 ngày và căn bệnh của sư tự nhiên lành. Cảm thấy Phật Pháp thật nhiệm màu, sư quyết định xuất gia vào tăng đoàn.
Sau đó, sư đến tham Thiền tại Tùng Quảng Tự và trải qua nhiều kỳ Thiền Thất ở các thiền đường khác nhau. Năm 1943, để chuyên tâm hơn vào việc tham cứu công án, sư lập am Chính Giác gần viện Sudoam của chùa Cheongamsa và thực hành cao độ, mãnh liệt tại đây trong hơn 2 năm.
Năm 1946, thầy của sư là Thiền sư Hiểu Phong Học Nột trở thành trụ trì đầu tiên tại Hợp Viện Gaya tại chùa Hải Ấn, sư đảm nhận trách nhiệm các công việc hành chính tại đây và cư trú tại ngôi đường Beobwangdae ở giữa Hợp viện Gaya trong khi đang chuyên tâm nỗ lực thực hành Thiền.
Năm 1950, chiến tranh Triều Tiên nổ ra, các thiền tăng tại Hợp viện Gaya phải phân tán để tránh nạn. Sư chuyển đến tại chùa Eungseoksa ở Jinju và tiếp tục tham Thiền. Trong khóa Thiền Thất kiết Đông năm 1951, sư đại ngộ và trình bài kệ tỏ ngộ của mình lên Thiền sư Hiểu Phong và được ngài chấp nhận và ấn khả chứng minh sư đã ngộ.
Năm 1954, cùng với thầy mình, sư nỗ lực tham gia vào phong trào Thanh Tịnh Hóa Phật giáo, chấn chỉnh lại sự bê tha giới luật của nhiều tăng sĩ. Đến năm 1966, sau khi Thiền sư Hiểu Phong qua đời, theo căn dặn của thầy, sư đến khôi phục lại những đổ nát của Tùng Quảng Tự trong chiến tranh Triều Tiên và đào tạo ra nhiều môn đệ xuất sắc tại đây. Qua những nỗ lực của mình, sư đã thành lập một hợp viện Tào Khê tại Tùng Quảng Tự. Đây là hợp viện đào tạo toàn vẹn tu, học cho các tăng sĩ thứ hai ở Hàn Quốc sau hợp viện Gaya ở Hải Ấn Tự.
Với tư cách là trụ trì đầu tiên tại Hợp Viện Tào Khê, sư đã xây dựng các chương trình tu học đầy đủ cho các tăng sĩ và đưa Tùng Quảng Tự trở lại với sự phát triển thịnh vượng như thời của Quốc sư Phổ Chiếu Trí Nột, nơi đây được coi là một trong ba viên ngọc quý, Tăng Bảo trong Tam Bảo của Phật giáo Hàn Quốc. Năm 1973, sau khi dự lễ khánh thành chùa Sambo-sa ở Carmel, California, sư trở lại Tùng Quảng Tự cùng với các môn đệ người nước ngoài và các cư sĩ, học viên Thiền học và sáng lập Trung Tâm Thiền quốc tế đầu tiên ở Hàn Quốc(Bulil International Seon Center), mở ra một chương mới trong việc truyền bá Thiền tông Đại Hàn đến thế giới. Sư cũng đến thuyết pháp, dạy Thiền tại nhiều quốc gia và sáng lập chùa Goryeosa ở Los Angeles năm 1980, chùa Bulseungsa ở Geneva năm 1982 và chùa Daegaksa gần Carmel, California.

Năm 1984, khi khóa Thiền thất kiến Đông tại Tùng Quảng Tự sắp kết thúc, sư biết mình sắp tịch và gọi các môn đệ lại dặn dò: "Không được tiêm cho tôi, sau khi tôi tịch hãy trà tỳ thân thể tôi trong tư thế tọa thiền, chúng tăng phải sống hòa thuận với nhau và không được phá hại đến Truyền thống Thiền Tông, không được sống như một nhà sư tự lừa dối chính mình và luôn nỗ lực tu tập để đạt đến sự khai ngộ". Và để lại bài kệ thị tịch của mình:
Lá thu đỏ thắm ngàn sắc xuân
Vạn pháp thể nhiên vốn rỗng không
Sinh tử hư vô là giấc mộng

Mỉm cười thể nhập biển Pháp thân
Vào chiều ngày 16 tháng 12 năm 1983. Tại điện Samiram trong Tùng Quảng Tự, nơi đầu tiên mà sư gặp thầy của mình là Thiền sư Hiểu Phong Học Nột, sư ngồi kiết già trong tư hoa sen và thị tịch, các môn đệ đứng cung kính xung quanh.